# کانداگا
کانداگا شهری در شهرستان پلا در استان بولکیمده در بورکینافاسوی غربی مرکزی است جمعیت آن ۵۰۹ نفر است.